# Homalometa chiriqui
Homalometa chiriqui är en spindelart som beskrevs av Claude Lévi 1986. Homalometa chiriqui ingår i släktet Homalometa och familjen käkspindlar. Inga underarter finns listade i Catalogue of Life.